# 한글전용과 국한문혼용
한글전용(한글專用) 또는 한글만 쓰기는 한국어를 적을 때 한자를 쓰지 않고 한글만을 쓰는 것을 말한다. 한글 학회 같은 데서는 일상 생활에서 한자를 완전히 폐지하고, 한글만 사용해야 한다고 주장하고 있다. 한글 전용을 주장할 때 한국어 순화(우리말 다듬기)를 함께 주장하는 경우도 많다.
국한문혼용(國漢文混用) 또는 한자혼용(漢字混用)은 한국어를 문자로 표기할 때 한글과 한자를 섞어서 표기하는 방식을 말한다. 엄밀하게 말하면 한문은 사용하지 않으므로 국한자혼용(國漢字混用)이라 불러야 한다는 의견도 있다. 전국한자교육추진총연합회에서 일상 생활에서 국한문혼용을 쓰자고 하는 한자 부활을 주장하고 있다.
한자어를 한글로 표기하면서 한자를 함께 표기하는 것을 한자병기(漢字倂記)라고 하며, 국한문혼용과는 다소 차이가 있지만, 한자병기를 국한문혼용의 한 경우로 보기도 한다.

## 역사

### 조선 시대
한글은 1443년 조선의 4대 임금 세종이 만든 글자인 훈민정음이다. 세종은 한문을 배우기 어려워 하고 한자로 말미암아 사는 데 겪는 불편과 불이익을 겪는, 글자를 깨치지 못한 백성을 위해 한글을 만들었다. 하지만 신하들은 중화의 문화를 따라야 한다는 사대주의적 면에서 한글(당시 명칭 훈민정음)을 반대했다. 이들은 중국과 문화적으로 동문동궤(同文同軌)하는 문화국으로서 다른 글자를 만들면 문화적으로 국제관계에서 고립을 초래할 거라 주장했다. 한글은 궁중의 내명부와 일반 백성 사이에 널리 퍼져, 문맹을 퇴치하고 한민족 고유의 문화를 창달하는 데 큰 도움이 되었다. 조선 시대 후기에 와서는 양반들도 한글로 문예 활동을 하는 것이 퍼져 한자와 한글 혼용으로 쓰인 소설에 이어, 한글만으로 쓰인 작품도 발달하게 되었다. 특히 1600년대 초기에 쓰인 허균의 《홍길동전》은 지금도 널리 알려져 있다. 조선 시대 말기에는 한글과 한자가 섞인 문장이 공용 문서에까지 쓰였다.

### 일제 강점기
학교에서 배우는 언어는 일본어가 되었지만, 일제 강점기 초기부터 중기까지는 한국어도 한 과목으로 여겼다. 하지만 수업시수는 많지 않았고 한국어나 한글 사용을 막는 사회적인 압력도 컸다. 당시 한국어 표기는 일본어 표기처럼 국한문혼용을 사용했기 때문에 민족 말살 정책을 펴기 전까지는 식민지 지배 상태에서도 한국어는 살아남았다.

### 광복 이후

#### 조선민주주의인민공화국
로동신문에서 알 수 있듯이, 1946년까지는 세로쓰기에 한자를 혼용하였고, 1947년에는 세로쓰기를 유지하면서 수의 이름만을 한자로 적었다. 1949년에는 가로쓰기를 도입하면서 한자를 폐지하였다. 김일성의 명령에 의한 것으로 추정된다.
하지만, 1968년에는 김일성의 의견으로 한자를 사용할 필요는 없지만, 일본, 중국, 대만, 대한민국에서 한자를 사용한다는 이유로 중고등학교에서 한자교육을 의무화하였다.

## 대한민국에서의 논쟁
대한민국은 1948년 10월 9일 '한글전용에관한법률'[제정 1948.10.9 법률 제6호]를 제정했는데, 다음과 같다.
대한민국의 공용 문서는 한글로 쓴다. 다만, 얼마 동안 필요한 때에는 한자를 병용할 수 있다.— 한글전용에관한법률 제정 1948.10.9 법률 제6호

여기에 대해 '공용 문서'의 정의도, '얼마 동안'의 정의도 없고, 시행 규칙도 없고 위반자에 대한 벌칙 규정도 없어 법률이 아니고 선언문이라고 해석하는 법률가도 있다. 또 한글 학회와 같은 한글 전용론자들은 다만 뒤 단서 조항을 폐지해야 한다고 주장한다. 이는 2005년 1월에 제정된 국어기본법에 흡수되면서 자연히 폐지되었다.
이승만 시대에는 국민학교(현 초등학교)에서부터 한자 교육을 했지만, 박정희 시대인 1970년에는 한자 폐지 선언을 발표하고 보통 교육에서 한자 교육을 전면 폐지했다. 그러나 언론계를 중심으로 이에 대한 반대가 강해서 1972년에 다시 한자 폐지 선언을 철회해 중학교와 고등학교의 한문 교육이 부활하였다. 그러나 그때부터 한문은 선택 과목이 됐으며 시험에도 거의 관계가 없고, 실제 사회에서도 거의 쓰이지 않는 한자는 학생들의 학습 동기도 불러일으키지 못했다.
1980년대 후반부터, 한국의 신문·잡지도 점차 한자를 쓰지 않기 시작했다. 한글 교육 세대가 많아지면서, 한자를 섞어 쓴 출판물이 선호되지 않게 된 점이 한 이유라고 할 수 있다. 또한 1990년대 초반부터 개인용 컴퓨터와 PC통신이 널리 보급되면서 한글 문서들이 광범위하게 작성되고 통용됨으로써 한글 전용의 현실성이 자연스럽게 실증되었다.
한편 1990년대 후반부터 한자 교육 부활을 요구하는 소리가 거세지자, 1998년 당시 대통령 김대중이 공문서에 한자를 섞어 쓰는 데에 손을 들어 주었다. 대통령의 지시로 도로 표지나 철도역·버스 정류소에서 한자 병기는 실현되었지만, 한글 전용파의 저항이 완강해서 초등학교에서 한자 교육 의무화나 젊은 층에서 한자 사용 일상화는 실현되지 않았다. 서울 시내의 버스 정류소의 한자 표기는 버스 개편으로 없어졌다.
한자 혼용을 주장하는 사람은 한국어에서 한자로 이루어진 낱말이 70% 또는 80% 이상을 차지한다고 주장한다. 한글 전용을 주장하는 사람에 따르면 국립국어원이 펴낸 표준국어대사전을 기준으로 조사했을 때 한자어가 차지하는 비율은 50%가량이라 한다. 한자를 쓰지 않기 때문에 한자어 낱말이 그만큼 줄어들었다고 여기는 사람도 있다.
한글 전용인지 한자 혼용인지에 대해서는 여론 조사에서도 국론이 양분되어 왔다. 정치가들도 이것을 쟁점화하기에 난색을 보여 광복 이래 계속된 이 논쟁을 문자 전쟁이라고 부르기도 한다.

### 주요 쟁점

#### 한국어의 한자어
- 국한문혼용: 한국어 어휘의 대다수(70%가량)은 한자어로 되어 있고, 한자어를 정확히 이해하려면 한자가 반드시 필요하다. 또한, 한글전용으로 인해, 어려운 한자어의 의미를 파악하기 어려운 경우도 생길 수 있게 되며, 동음이의어 구분을 뚜렷히 할 수 없게 되는데[2], 국한문혼용으로 이를 조금이나마 덜 수 있다.
- 한글전용: 한국어 어휘의 70%가량이 한자어라는 통설이 사실이 아닐 가능성이 높다. 국립국어연구원이 2002년 발표한 '현대 국어 사용 빈도 조사'를 보면 한국어의 낱말 사용 비율은 고유어가 54%, 한자어가 35%, 외래어가 2%였다. 한글단체들은 1920년 조선 총독부가 만든 '조선어사전'에서 '한자어 70%' 뿌리가 이어졌다고 지적했다.[3]  한국어 낱말의 적지 않은 수가 한자말로 되어있는 것은 맞을지도 모르지만, 그렇다고 그 낱말을 알기 위해서 한자를 쓰거나 배울 필요는 없다. 높은 어휘력은 억지로 한자를 배우는 것이 아닌 좋은 언어생활 속에서 자연스럽게 만들어진다. 그리고 근본적으로 한자어든 고유어든 그저 어원을 분류한 분류에 불과하지 영어에서 유래한 외래어를 라틴문자로 안쓰고 일본어에서 유래한 외래어를 가나로 안쓰듯 한자에서 유래했다고 한자로 써야하는 당위성은 없다.

#### 훈민정음 창제 이유
- 국한문혼용: 세종대왕은 훈민정음의 제정과 동시에 《동국정운》의 편찬과 《홍무정운》의 역훈(譯訓)을 시작하였다는 점, 15세기 당시에는 한글로만 적힌 문서가 전무 했다는 점, 그리고 여러 가지 훈민정음 창제에 관한 역사적 사실을 보면, 세종이 한글(훈민정음)은 한글로만 글을 쓰기 위한 목적이 아니라, 한자를 보급하기 위한 보조 도구로 사용하기 위해 창제되었다는 점을 알 수 있다.[4]  창제자의 원래 의도를 존중하는 것은 분명 가치있는 일이다.
- 한글전용: 훈민정음 어제 서문과 정인지 서에서 밝히고 있듯이, 훈민정음은 한국어를 표기하기 위해 창제되었다. 또한 한글이 한자를 보조하기 위한 수단이라 말한 이유는 조선건국을 지지해준 중국과 유학자 계층의 반발을 무마하기 위한 외교, 정치적 프로파간다에 불과했다. 훈민정음 용자례에서는 한자음 표기가 아니라 한자의 뜻풀이로서 용례를 제시하고 있다. (감爲枾, 콩爲大豆, 손爲手, 자爲尺 등) 동국정운에서 한자음 표기에 훈민정음이 사용된 것은 현대의 한자 교육에서도 한글로 음훈을 표기하듯이 폭넓게 "활용"한 것뿐이며, 한자음 표기가 본연의 창제 목적이라는 근거는 될 수 없다.

#### 역사적 측면
- 국한문혼용: 수천 년 동안 한문으로 기록되어 온 문화유산을 이해하고 발전시키기 위해서는 한자가 필요하다.[5] 또한, 한글전용으로 인해 문화재에 적힌 한자를 읽지 못하고, 의미를 이해하지 못하는 현상까지 발생하게 된다.  부모님이 지어주신 이름의 뜻을 알지 못하는 청소년들이 많다는 것은 국한문 혼용을 강화해야 할 필요성을 단적으로 말해준다.
- 한글전용: 역사를 배우는 사람은 한자를 알아야 할지도 모르지만 일반인들은 한자를 굳이 알 필요가 없다.[6] 또한, 한자를 알고 있더라도 한문을 이해할 수 있는 것은 아니다.

#### 시각적 측면
- 국한문혼용: 고유어와 한자어가 시각적으로 구분이 되어 글을 읽는 데 도움을 준다.[5] 또한, 동음이의어 구분을 보다 뚜렷하게 할 수 있으며, 어려운 한자어의 뜻을 굳이 국어사전을 찾아서 이해할 필요도 없다.  일부 획이 많거나 유사한 단어는 구분이 효율적이지 않을 수 있지만 전반적으로 한문 혼용은 동음이의어 구분을 실시간으로 해줄 수 있다. 언어 이해에 있어서 동음이의어의 뜻을 스마트 기기를 검색하여 아는 것은 너무 비효율적이며 바로바로 알 수 있는 것이 중요하다.
- 한글전용: 한국어 사용자에게는 획이 많고 복잡한 한자가 전혀 언어적으로 인지되지 않으며, 단지 해당 글자 모양만을 보고 그 모양과 함께 주입·암기된 인상들을 떠올리는 식으로 밖에는 기능하지 못한다. 따라서 한자혼용은 표현된 언어의 명확성과 체계성을 떨어뜨린다.

#### 조어적 측면
- 국한문혼용: 외래어를 우리말로 바꾸기 위해 조어력과 응용력이 높은 한자 교육이 절실하다.[5]
- 한글전용: 한자는 직관적이지 못하며 동음이의어를 양산하는 등 전혀 조어력이 좋다고 할 수 없다. 오히려 한국어 순화를 하여 어려운 한자 어휘를 점차 줄여 나가야 할 것이다. 최근, 한국어 조어법이 젊은 층을 중심으로 살아나고 있으며, 각 도시의 길이름이 순 우리말로 지어지고 있다.[6]

#### 교육적 측면
- 국한문혼용: 한자를 배우지 않고 한글로만 학습을 할 경우에는 한자로 된 용어의 뜻을 정확히 알 수 없다. 또, 표의문자인 한자는 연상을 통해 암기함으로써 두뇌의 발달을 촉진하며 어려서부터 교육할수록 두뇌를 개발할 수 있다.[5]   과학적 연구에 의하면 한자를 사용하는 뇌영역과 한글을 사용하는 뇌영역이 다르며 한자와 한글을 처리하는 인지적 경로가 다르기 때문에 뇌가 골고루 사용되고 발달된다.   이는 분산적인 뇌영역 사용과 직접관련이 있는 창의성이나 문학적 사고와 같은 사고 능력을 향상시키는 요소가 될 개연성이 높다. 국한문혼용과 한글전용 중에 어느 방향이 후세대 사고 능력 발달에 도움이 될 지에 대한 과학적 연구가 필요하며 국가경쟁력을 높이는 방향으로 국한문 사용의 비율을 조정하면 된다.[7]
- 한글전용: 표의문자가 지능 개발에 도움이 된다는 근거는 찾아볼 수 없으며[6], 한자를 쓰는 것이 지능 개발에 도움이 된다고 하더라도 지능 개발은 한자를 쓰느냐 마느냐에만 달려있는 것이 아니다.

#### 한자문화권
- 국한문혼용: 중화인민공화국의 간체자는 한국의 정체자와는 다른 글자들이 다수 존재하지만 그 차이는 그렇게 크지 않고 정체자를 배우면 간체자도 쉽게 배울 수 있다. 또 일본의 신자체는 몇개의 글자만 제외하면 정체자와 거의 차이가 없다. 그리고 중화민국과 홍콩, 마카오에서는 여전히 정체자를 쓴다. 앞으로 베세토가 될 동아시아 한자문화권에서 고립되고 낙후되지 않으려면 한자교육을 철저히 해야 한다. 그리고 중국과 일본의 관광객을 위해서라도 한자를 사용해야 한다.[5] 중국어 문화권 여행은 너무 당연한 유익이 있고, 세계 선진국 차이나 타운들은 시내 핵심 위치에 일찍부터 자리를 잡고 있는데, 여행할 때 한자 인식은 분명 많은 도움이 된다. 중국인들과 업무나 친교를 시작할 때나 일상적인 커뮤니케이션에도 어느정도 공감대를 형성할 수 있다. 같은 언어를 알고 있다는 심리적 효과는 인간간의 교류에서 가져오는 긍정적 효과를 수치로 환산할 수 없다.
- 한글전용: 중화인민공화국에서 쓰이는 간체자와 일본에서 쓰이는 신자체는 대한민국에서 사용하는 정체자와 많은 차이가 있기 때문에 일본어와 중국어의 관계에 있어서 아무런 도움이 되지 않는다.[6]  동북아 한(韓), 중(中), 일(日)이 한자를 함께 쓰자고 하나 서로에게 익숙한 한자는 따로 있어서 사실은 다른 문자를 각각 쓰고 있는 것이다. 또한 독립된 문자를 갖고 있다는 것은 외교적, 국제사적 입장에서 매우 큰 이점이며 고립 및 낙후의 징후가 아니다.

#### 문맹률
- 국한문혼용: 국제 연합 개발 계획의 문해율 통계에 따르면, 한자를 사용하는 일본과 한국의 문맹률 비율은 비슷하거나 같았다[8]. 또한, 월드 팩트북자료에 따르면 한국과 일본, 중화인민공화국, 타이완은 문맹률의 큰 차이는 없었으며, 한자가 비록 처음 배울 때 까다롭긴 하지만, 문해자의 비율은 초등교육에 의한 것이지 한자 때문이 아니다.
- 한글전용: 한자를 사용하는 중국의 엄청난 문맹률은 독재의 수단으로 지금도 사용되고 있다. 일본 또한 배운자와 그렇지 못한자를 구별하여 정치적 독단성, 우경화에도 한자가 좋은 수단으로 사용되고 있다. 한자는 다수의 문맹률 확산을 통해 정치적 독재의 수단으로 사용된 측면이 있다.  한자를 섞어 쓴다면 문맹자의 비율이 인도처럼 높아질 것이다.[9]

#### 한자 병기
- 국한문혼용: 한자의 도움을 통해 글의 표현력을 더 잘 살릴 수 있을 것이다.  선진국 언어는 오랜 역사를 통하여 많은 나라의 언어들이 단어들에 녹아 들어 있다.  영어만 하더라도 하나의 뜻을 표기하는 단어가 10-20개가 있는 경우가 많으며 이는 곧 사고의 풍부성과 문학성에 기여하게 된다. 노벨 문학상을 수여받은 영어책을 원래의 뜻대로 한국어로 번역하기 어려운 현상을 생각해보아야 할 것이다.  양진영의 정치적, 논리적, 언어학적 경쟁은 충분히 되었으므로 어느 방향이 과연 우리 후세대의 사고력을 향상시키는데 기여하는지에 대한 과학적인 연구가 필요하며 그 결과에 따라서 국한문 사용의 비율을 조정하는 것이 필요하다.
- 한글전용: 한자 병기는 결국 우리 글이 한자에 의존하는 것을 단적으로 보여주는 것이다.

## 국한혼용 입력기
대부분의 한국어 입력기는 한글 위주로 입력하되, 한자가 필요할 경우에는 한자 키를 눌러 변환하는 형식으로 되어 있다. 하지만 몇몇 한국어 입력기는 국한혼용이나, 한자어를 쉽게 입력하기 위해 일본어 입력기처럼 한자를 연속적으로 변환하는 기능을 제공하고 있는데, 다음과 같은 입력기가 있다.
- 새나루 (윈도용)
- SCIM (리눅스용)

한편, 한/글 97~2010 및 MS워드 역시 자체적으로 한자 단어 입력기를 제공하고 있다.
또한 윈도우 비스타/7 에서는 워드패드에도 한자 단어 입력이 가능하다. 하지만, 단어별로 한자 입력이 지원되는 소프트웨어는 매우 제한적이며, 한자훈에 오류가 매우 많다.
그러나 마이크로소프트사의 인터넷 익스플로러가 11 버전으로 업그레이드되면서 웹브라우저 상에서 한자어의 단어별 한자입력이 가능하게 되었다.

## 예시

### 대한민국 헌법 전문
왼쪽은 한글전용 표기법으로, 오른쪽은 국한문혼용 표기법으로 쓰인 것이다.
전문

유구한 역사와 전통에 빛나는 우리 대한국민은 3·1 운동으로 건립된 대한민국 임시 정부의 법통과 불의에 항거한 4·19 민주 이념을 계승하고, 조국의 민주 개혁과 평화적 통일의 사명에 입각하여 정의·인도와 동포애로써 민족의 단결을 공고히 하고, 모든 사회적 폐습과 불의를 타파하며, 자율과 조화를 바탕으로 자유 민주적 기본 질서를 더욱 확고히 하여 정치·경제·사회·문화의 모든 영역에 있어서 각인의 기회를 균등히 하고, 능력을 최고도로 발휘하게 하며, 자유와 권리에 따르는 책임과 의무를 완수하게 하여, 안으로는 국민 생활의 균등한 향상을 기하고 밖으로는 항구적인 세계 평화와 인류 공영에 이바지함으로써 우리들과 우리들의 자손의 안전과 자유와 행복을 영원히 확보할 것을 다짐하면서 1948년 7월 12일에 제정되고 8차에 걸쳐 개정된 헌법을 이제 국회의 의결을 거쳐 국민 투표에 의하여 개정한다.
1987년 10월 29일
前文

悠久한 歷史와 傳統에 빛나는 우리 大韓國民은 3·1 運動으로 建立된 大韓民國 臨時 政府의 法統과 不義에 抗拒한 4·19 民主理念을 繼承하고, 祖國의 民主 改革과 平和的 統一의 使命에 立脚하여  正義·人道와 同胞愛로써 民族의 團結을 鞏固히 하고, 모든 社會的 弊習과 不義를 打破하며, 自律과 調和를 바탕으로 自由 民主的 基本 秩序를 더욱 確固히 하여 政治·經濟·社會·文化의 모든 領域에 있어서 各人의 機會를 均等히 하고, 能力을 最高度로 發揮하게 하며, 自由와 權利에 따르는 責任과 義務를 完遂하게 하여, 안으로는 國民 生活의 均等한 向上을 基하고 밖으로는 恆久的인 世界 平和와 人類 共榮에 이바지함으로써 우리들과 우리들의 子孫의 安全과 自由와 幸福을 永遠히 確保할 것을 다짐하면서 1948年 7月 12日에 制定되고 8次에 걸쳐 改正된 憲法을 이제 國會의 議決을 거쳐 國民投票에 依하여 改正한다.
1987年 10月 29日

## 미주
1. ↑  “한자페지”. 《조선말대사전》 (우리 민족끼리). 2022년 3월 14일에 원본 문서에서 보존된 문서. 2021년 10월 9일에 확인함.
2. ↑  한자 병기를 이용해 표기한다 하더라도, 한글세대에 익숙한 일반인들은 이해할 수 없을 것이다.
3. ↑  국어사전 70%가 한자어? "거짓말"…초등생 한자교육 논란, 머니투데이
4. ↑  “세종대왕이 훈민정음을 만든 까닭”. 2011년 11월 23일에 원본 문서에서 보존된 문서. 2008년 2월 14일에 확인함.
5. 1 2 3 4 5  “한자교육의 필요성 - 전국漢字敎育(한자교육)추진연합회”. 2010년 8월 17일에 원본 문서에서 보존된 문서. 2007년 11월 20일에 확인함.
6. 1 2 3 4  “대통령께 드리는 건의서(초등학교 한자교육 반대) - 한글 학회”. 2005년 11월 20일에 원본 문서에서 보존된 문서. 2007년 11월 20일에 확인함.
7. ↑  Kwon, M;  외. (2005). “Double Dissociation of Hangul and Hanja Reading in Korean Patients with Stroke”. 《KARGER》 54: 199-203.
8. ↑  “문해율에 따른 나라 목록” 문서 참고
9. ↑  “경제 5 단체는 한자 시험 추진을 즉시 중단하라!  - 한글 학회” (PDF). 2015년 1월 9일에 원본 문서 (PDF)에서 보존된 문서. 2011년 8월 19일에 확인함.
10. ↑  “MS 한글 IME”문서 참고

## 같이 보기
- 한글 학회
- 전국한자교육추진총연합회
- 한자 부활
- 한글 우월주의
- 언어 순화
- 한국어의 언어 순수주의
- 대한민국의 영어 공용어화론